# Капчыгай (Баткенская область)
Капчыгай (кирг. Капчыгай) — село в Баткенском районе Баткенской области Кыргызстана. Входит в состав Аксайского айылного аймака.

## География
Село расположено в центральной части области, на правом берегу реки Исфара, на расстоянии приблизительно 30 километров (по прямой) к юго-западу от города Баткена, административного центра области и района. Абсолютная высота — 1267 метров над уровнем моря.

## Население
Согласно оценочным данным Национального статистического комитета Кыргызской Республики, численность населения села на начало 2023 года составляла 843 человека.
| год     | 2009 | 2014 | 2015 | 2020 | 2021 | 2023 |
| ------- | ---- | ---- | ---- | ---- | ---- | ---- |
| человек | 594  | 998  | 687  | 788  | 805  | 843  |